# Roquefort-sur-Soulzon

Roquefort-sur-Soulzon este o comună în departamentul Aveyron din sudul Franței. În 1 ianuarie 2022 avea o populație de 502 de locuitori.